# Росси, Виктор
Виктор Росси (нем. Viktor Rossi; род. 31 октября 1968, Берн, Швейцария) — швейцарский политик и государственный служащий, федеральный канцлер Швейцарии с 2024 года. Член Зелёной либеральной партии.

## Биография
Виктор Росси родился 31 октября 1968 года в Берне.
С 2010 года начал работать в Федеральной канцелярии, а в 2018 году занял должность вице-канцлера. 30 октября 2023 года Зелёная либеральная партия выдвинула его кандидатом на должность федерального канцлера. 13 декабря 2023 года парламент избирал его, на этом посту он сменил Вальтера Турнхерра. 1 января 2024 года официально вступил в должность федерального канцлера.
Владеет итальянским и немецким языками.